# La Puntilla (Samborondón)
La Puntilla es una parroquia urbana del cantón Samborondón, en Ecuador. Se encuentra ubicada entre los ríos Daule y Babahoyo y abarca desde el inicio de la avenida Samborondón hasta el kilómetro diez y medio, en el sector que limita con el cantón Daule. Es considerado un sector exclusivo de la provincia del Guayas y está separada de la ciudad de Guayaquil por el Puente de la Unidad Nacional.
El sector es el hogar de la élite de la ciudad de Guayaquil y es habitado principalmente por personas de clase social alta, entre los que destacaba el expresidente Gustavo Noboa y el magnate bananero Álvaro Noboa, el hombre más rico de Ecuador. Aproximadamente 134 urbanizaciones cerradas se ubican en la zona, así como gran cantidad de centros comerciales, restaurantes, bares, entidades bancarias y centros educativos.
Desde 1996, la población de la zona ha crecido en más del 500% y para el año 2030, se calcula que se habrá triplicado. En el año 2013, gracias a las inversiones y proyectos desarrollados en La Puntilla, Samborondón fue la segunda ciudad con más recepción de capitales en el país, sólo superada por Guayaquil.

## Historia
La parroquia solía estar ocupada por haciendas arroceras. El interés por parte de inversionistas inmobiliarios en la zona nació a partir de la construcción del puente que unía el sector con Guayaquil, el mismo que fue inaugurado en 1969.
Las primeras urbanizaciones edificadas en el sector fueron Entre Ríos y La Puntilla, construidas en la antigua hacienda el Tornero. En 1980, se construyó la primera urbanización cerrada, Los Lagos, la misma que marcó el inicio de este tipo de conjuntos habitacionales en el sector.
Sin embargo el auge en las construcciones empezó en 1988, año en que se finalizó la vía Perimetral. Desde entonces la población del sector ha crecido considerablemente, debido principalmente a personas que se han mudado desde Guayaquil para buscar un lugar más tranquilo, seguro y menos contaminado.
El 16 de diciembre de 2004, el Consejo Cantonal de Samborondón aprobó la ordenanza mediante la cual se creaba la parroquia de La Puntilla. La misma recibió la aprobación presidencial a finales del año 2005, fecha en la cual se oficializó la parroquialización de la zona.

## Límites
Los límites de la parroquia son al Norte, con el estero El Batán, desde la desembocadura del río Daule, hasta la carretera, que conduce de La Aurora a Samborondón; al Sur, con la confluencia de los ríos Daule y Babahoyo; al Este, con el margen del río Babahoyo, abarcando las Islas Mocolí y Penitencia; y al oeste con el margen del río Daule, desde la confluencia con el río Babahoyo, hasta la desembocadura del estero El Batán.

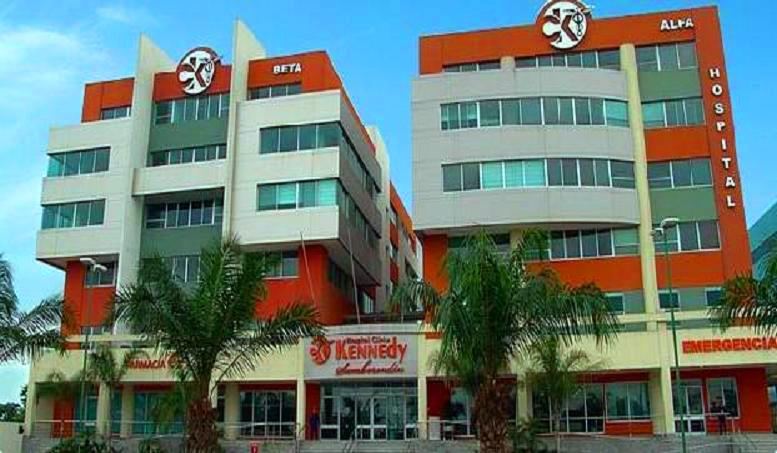
Clínica Kennedy Samborondón.

## Cultura

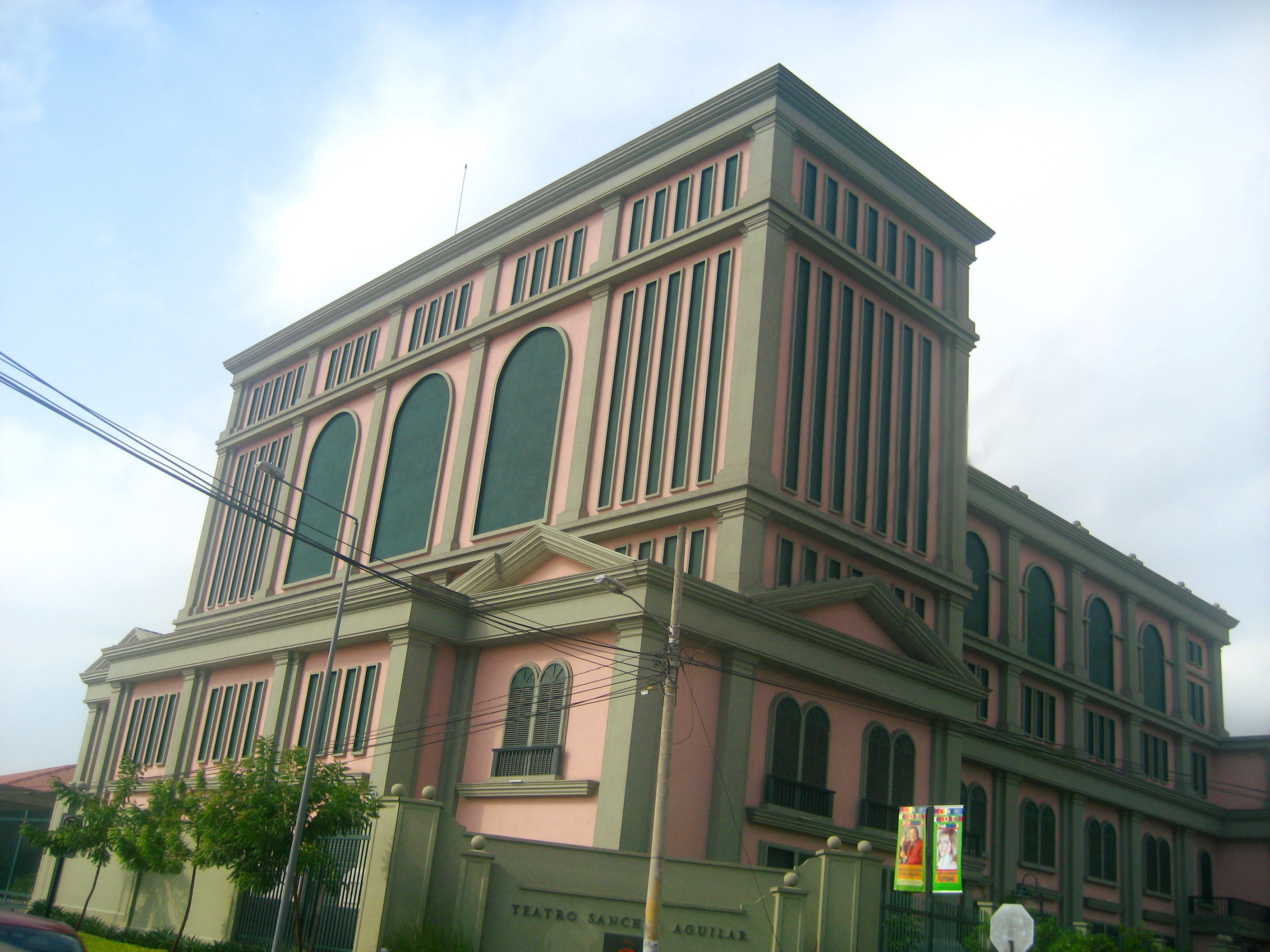
Teatro Sánchez Aguilar

En la avenida Esmeraldas, se ubica el Parque Histórico Guayaquil, lugar que, además de poseer un zoológico y edificios históricos, cuenta con espectáculos teatrales que reviven las costumbres locales en un ambiente montubio. El sitio también cuenta con un vivero etnobotánico, con especies de plantas medicinales ancestrales.
El 16 de mayo de 2012, se inauguró en la zona el Teatro Sánchez Aguilar, una de los más modernos del país y con capacidad para 1100 personas. La construcción del teatro alcanzó los 12 millones de dólares y se edificó en un terreno de 24 mil metros cuadrados. En el mismo se realiza la puesta en escena de obras teatrales nacionales e internacionales, así como presentaciones musicales. El teatro realiza también funciones gratuitas para estudiantes de escuelas y colegios fiscales.

## Educación

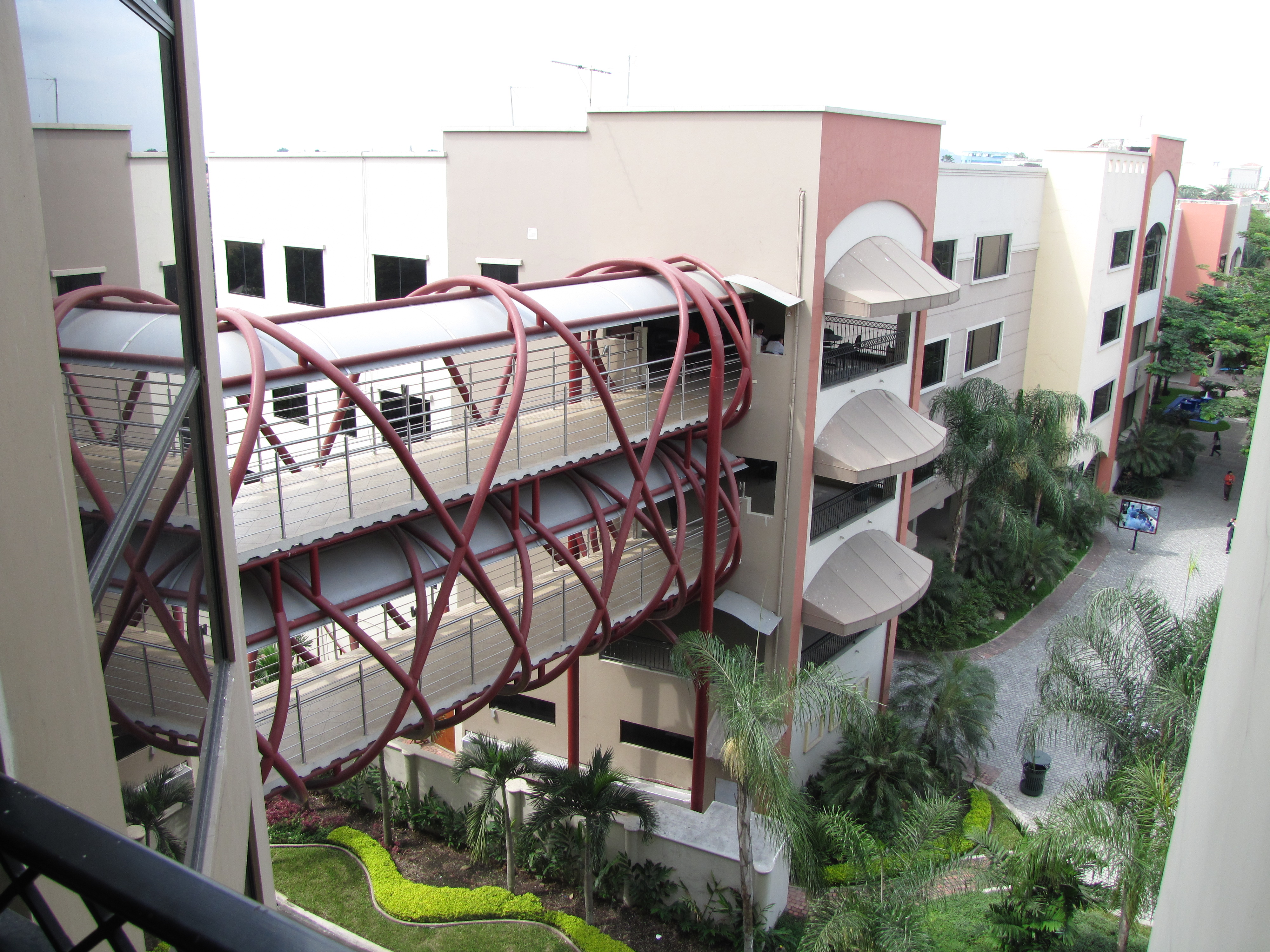
UEES Edificio E

En el sector existen varios centros educativos, entre ellos la Unidad Educativa Nuevo Mundo, el Instituto Particular Abdón Calderón, el Centro Educativo Naciones Unidas, el Liceo Panamericano, la Unidad Educativa La Moderna y el Centro de Educación Inicial Alemán Humboldt. También se encuentran aquí, la Universidad de Especialidades Espíritu Santo y una sucursal de la Alianza Francesa.

## Economía

### Centros comerciales

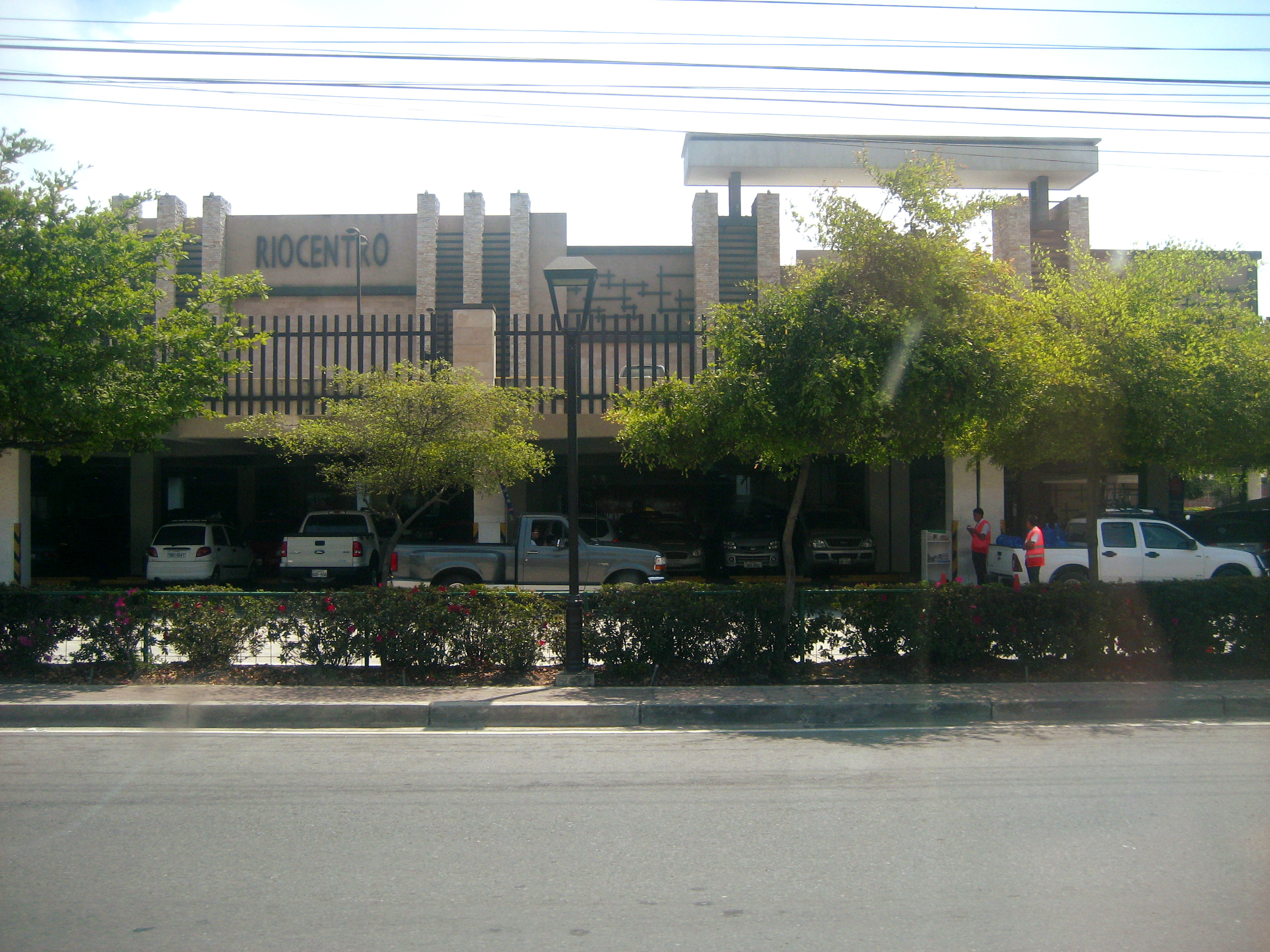
Riocentro Entre Ríos

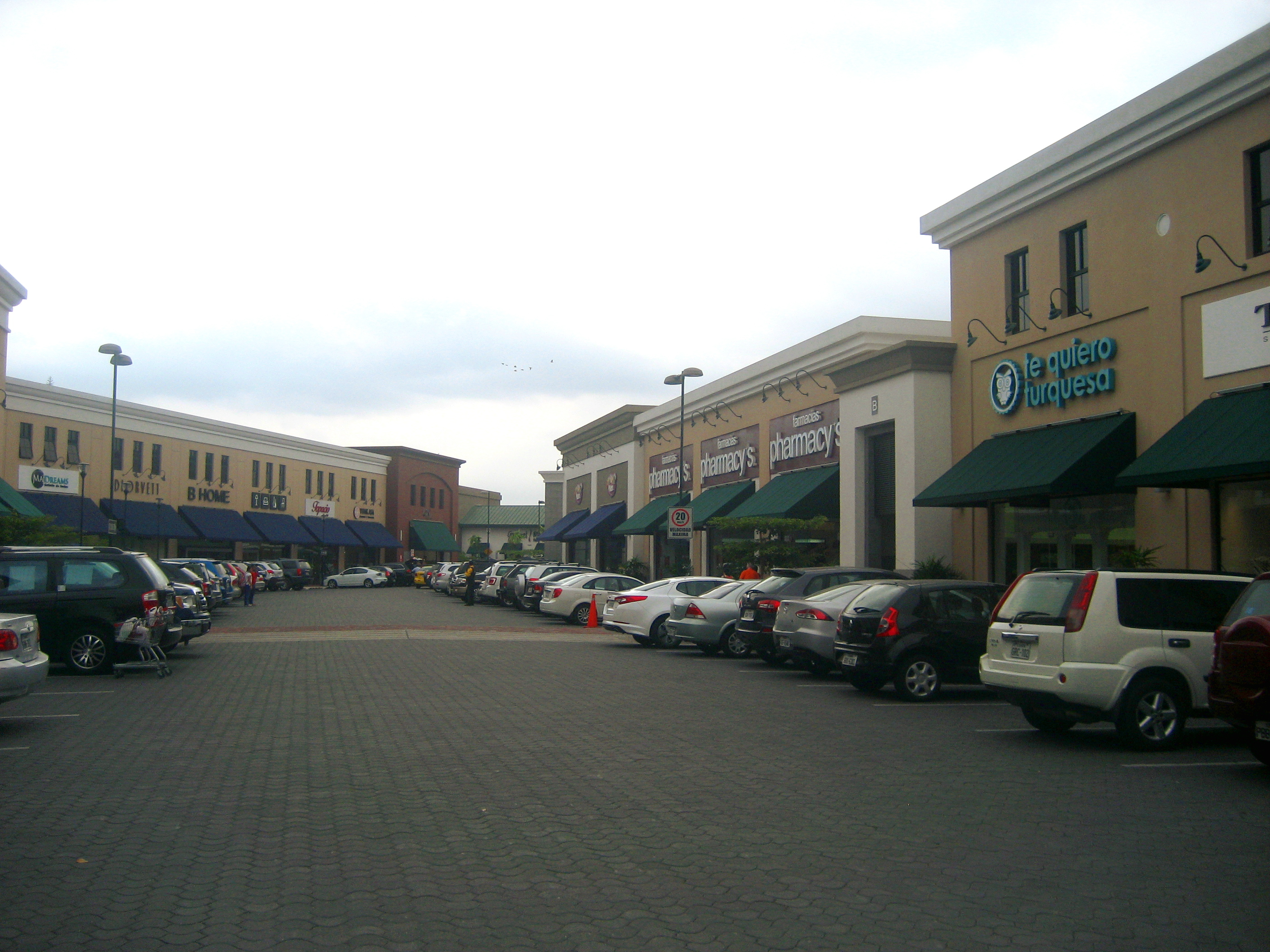
Plaza Navona.

El primer centro comercial en la zona fue el Riocentro Entre Ríos, de propiedad de Corporación El Rosado, el mismo fue inaugurado en diciembre de 1995 por una inversión de aproximadamente 30 millones de dólares.
Dos años después, se inauguró el Puntilla Mall, de propiedad de la familia Isaías y que contaba entre sus anclas con un supermercado de la cadena chilena Santa Isabel. Sin embargo, el centro comercial fue incautado por el Estado el año siguiente y al poco tiempo cerró.
En los años siguientes, fueron edificados varios centros comerciales de menor tamaño, de estilo plazas comerciales, entre ellos: Paseo Comercial Bocca (inaugurado en septiembre de 2003), La Piazza Samborondón (inaugurada en 2004), Las Terrazas, (inaugurado el 12 de agosto de 2009) Plaza Nova (inaugurada el 28 de octubre de 2009), San Antonio Shopping (inaugurado en octubre de 2010) y La Piazza Ciudad Celeste (inaugurada el 21 de junio de 2012) Además, en el sector de la Aurora, cantón Daule, se edificó La Piazza Villa Club (inaugurada en 2009), Palmora Plaza (inaugurado el 9 de diciembre de 2011) y La Piazza La Joya (inaugurada el 20 de julio de 2012)
El 21 de abril de 2010 fue inaugurado el centro comercial Village Plaza, propiedad de Corporación Favorita, en el kilómetro 1,5 de la avenida Samborondón. El mismo fue edificado en cuatro pisos sobre un área de 45,000 metros cuadrados y el costo de su construcción se elevó más allá de los 25 millones de dólares.

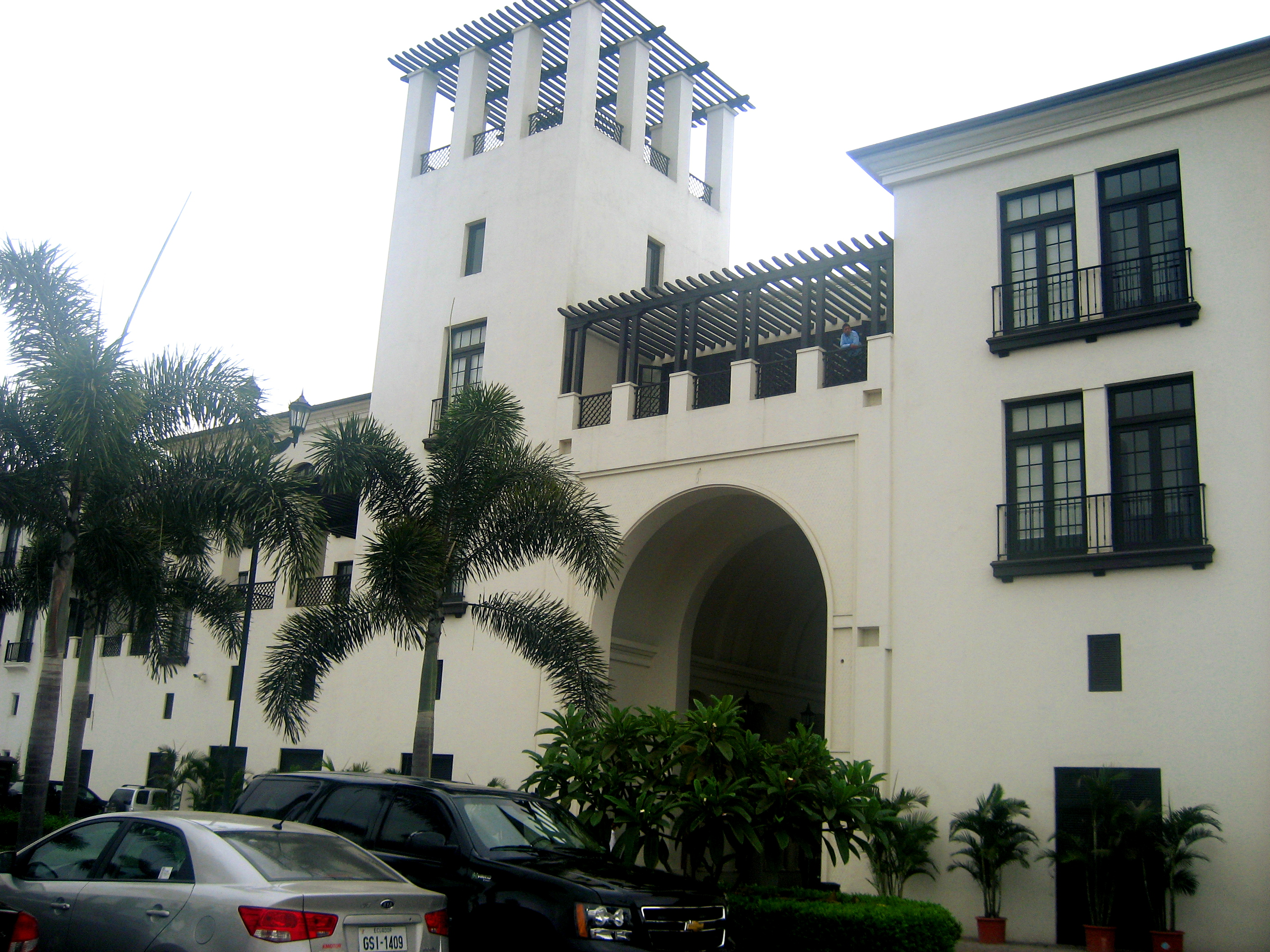
Plaza Lagos Town Center

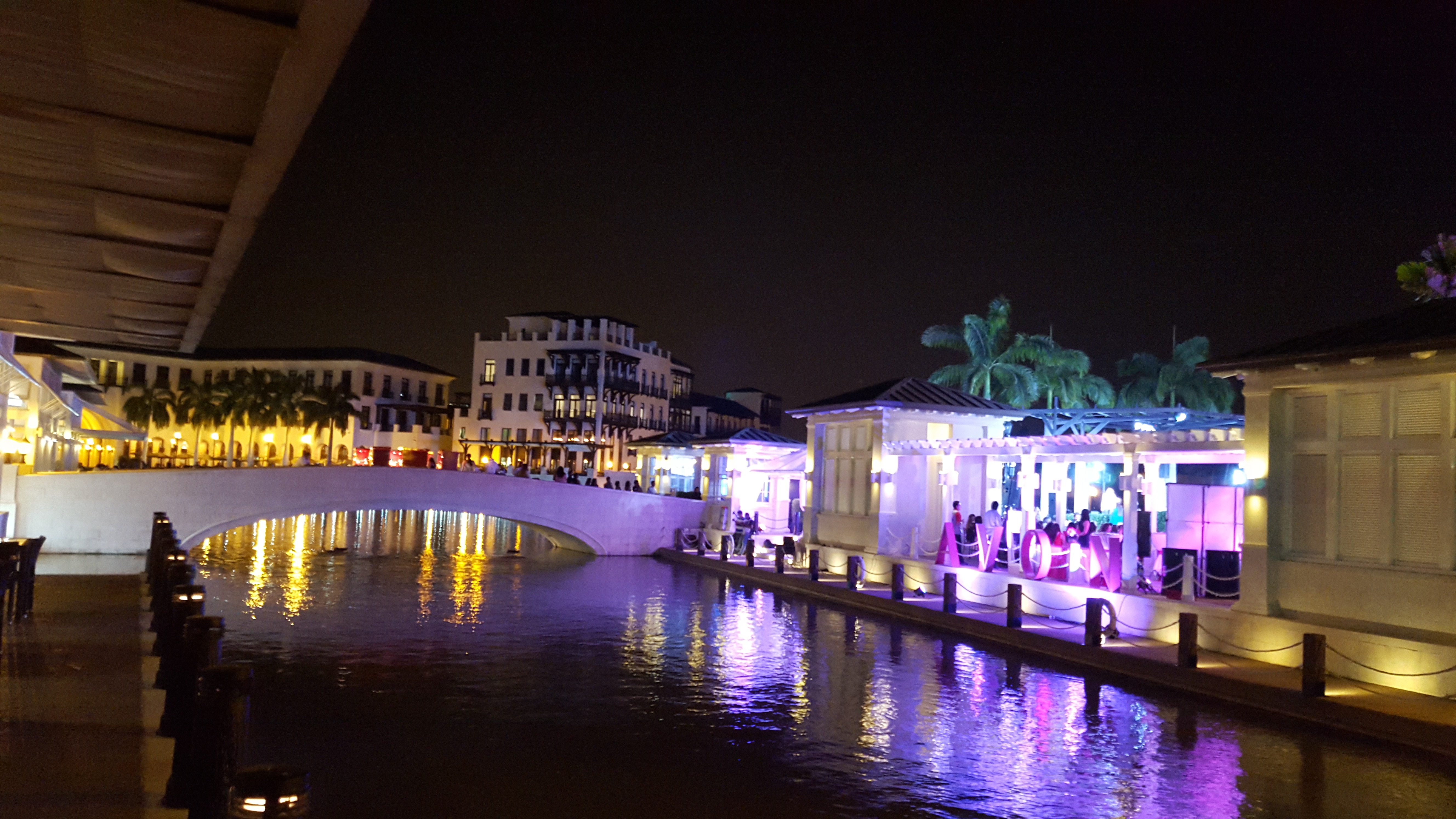
Plaza Lagos nocturno.

A principios de 2010, la constructora Batán anunció planes de realizar un megaproyecto residendial y comercial por una inversión superior a los 50 millones de dólares. En julio del mismo año se inauguró la primera fase del proyecto, el centro comercial Plaza Lagos Town Center. El mismo fue edificado con un estilo antiguo en un ambiente moderno, con locales al aire libre, puentes, palmeras y lagos artificiales. En 2012, abrió al público la segunda etapa del centro comercial. En ésta se incluyó restaurantes de comida italiana, española, estadounidense, mexicana, peruana y japonesa; así como piletas multicolores, galerías de arte y locales de diseñadores nacionales.
En octubre de 2012, se inauguró el centro comercial Plaza Navona, propiedad de la cadena De Prati. El complejo, ubicado en el kilómetro 5 de la avenida Samborondón, contó con una inversión de aproximadamente 15 millones de dólares. El mismo fue construido con un estilo italiano.

### Supermercados
En el sector operan tres sucursales de "Nelson Market", cadena de supermercados pequeños de propiedad de Nelson Oñate, un comerciante de origen ambateño.

## Galería
|               |
| Village Plaza |

|                         |
| Plaza Lagos Town Center |

|                            |
| Parque Histórico Guayaquil |

|                   |
| Samborondón Plaza |

|                            |
| Parque Histórico Guayaquil |